# Suspicious Activity?
Suspicious Activity? è il quarto album in studio del gruppo The Bad Plus, uscito nel 2005. Il trio aveva dedicato molto spazio nei lavori precedenti alla reinterpretazione di brani rock e pop noti facendo diventare, questa, una loro cifra stilistica, tuttavia in Suspicious Activity?, eccezione fatta per (Theme from) Chariots of Fire, colonna sonora del film Momenti di gloria, lo spazio è lasciato quasi esclusivamente ai brani originali. Questo album è l'ultimo che il trio inciderà con la Columbia Records.

## Tracce
La traccia O.G. (Original Gentleman) è una dedica ad Elvin Jones.
1. Prehensile Dream – 8:12 (Reid Anderson)
2. Anthem for the Earnest – 6:38 (David King)
3. Let Our Garden Grow – 6:57 (Ethan Iverson)
4. The Empire Strikes Backwards – 5:38 (David King)
5. Knows the Difference – 6:58 (Reid Anderson)
6. Lost of Love – 8:38 (Reid Anderson)
7. Rhinoceros Is My Profession – 5:44 (Reid Anderson)
8. O.G. (Original Gentleman) – 6:37 (Ethan Iverson)
9. (Theme from) Chariots of Fire – 4:57 (Vangelis)
10. Forces – 7:43 (Reid Anderson)

## Formazione
- Ethan Iverson - pianoforte
- Reid Anderson - contrabbasso
- Dave King - batteria